# Kenneth Tencio
Kenneth Tencio Esquivel (nascido em 6 de dezembro de 1993) é um ciclista costarriquenho de freestyle ou freestyle BMX. Ele é um atleta conhecido na Costa Rica por participar de competições de BMX freestyle nos X-Knights, ganhando a medalha de prata no Campeonato Mundial de Ciclismo Urbano 2018 e por se classificar para os Jogos Olímpicos de Verão de 2020.